# Julomorpha chilensis
Julomorpha chilensis är en mångfotingart som beskrevs av Filippo Silvestri 1903. Julomorpha chilensis ingår i släktet Julomorpha och familjen Iulomorphidae. Inga underarter finns listade i Catalogue of Life.